# Diane
 Diane és una pel·lícula estatunidenca dirigida per David Miller, estrenada el 1956.

## Argument
A la cort de Francesc I, la comtessa Diane de Brézé defensa el cap del seu marit sospitós de complot contra el rei. Obté finalment la seva gràcia acceptant encarregar-se de l'educació del príncep Enric, del qual el rei lamenta els costums grolleres; el jove no s'interessa segons ell més que per la caça, els gossos i els cavalls. Paral·lelament, Francesc I té arreglat el matrimoni del príncep amb la jove Caterina de Mèdici. Tanmateix, abans que aquest arribi a la cort de França, Diana i Enric ja estan units per una relació apassionada. D'entrada, Caterina de Mèdici detesta la seva rival. Però ha de suportar la seva presència constant amb el príncep, fins i tot quan aquest últim, sota el nom d'Enric II, accedeix al tron després de la mort del seu pare i del seu germà gran. Víctima d'un accident en el transcurs d'un torneig, Enric mor el 10 de juliol de 1559. El poder torna a Caterina de Mèdici. Des de llavors, la sort de Diana és també a les seves mans...

## Repartiment
- Lana Turner: La comtessa Diana de Poitiers
- Pedro Armendáriz: El rei Francesc I de França
- Roger Moore: El rei Enric II de França
- Marisa Pavan: Caterina de Mèdici
- Torin Thatcher: El comte de Brézé
- Sir Cedric Hardwicke: Ruggieri
- Henry Daniell: El comte Albert de Gondi
- Taina Elg: Alyas
- Ronald Green: El Delfí
- Sean McClory: El comte de Montgomery
- John Lupton: Regnault
- Paul Cavanagh: Lord Bonnivet
- Melville Cooper: El metge
- Ian Wolfe: Lord Tremouille
- Stuart Whitman: Un vassall d'Enric II (no surt als crèdits)
- Michael Ansara:Comte Ridolfi
- Percy Helton:Bufó Tribala
- Basil Ruysdael: El Camarlenc

## Al voltant de la pel·lícula
- Diane  és el darrer film de Lana Turner per la Metro-Goldwyn-Mayer
- Tota la pel·lícula va ser rodada a França, en els mateixos llocs dels fets.[2]